# Araw Gabi
Precious Hearts Romances presents: Araw Gabi es una telenovela filipina producida por RSB Unit para ABS-CBN en 2018. Está basada en el libro El Paraiso de Martha Cecilia para Precious Hearts Romances.
Protagonizada por JM de Guzman y Barbie Imperial, con las participaciones antagónicas de Vina Morales, RK Bagatsing, Victor Silayan y Phoebe Walker. Cuenta además con las actuaciones estelares de Rita Ávila, Raymond Bagatsing y Ara Mina.

## Elenco
- JM de Guzman – Adrian Olvidar
- Barbie Imperial – Michelle "Mich" Verano / Anna Vida de Alegre
- Rita Ávila – Odessa Olvidar
- Vina Morales - Celestina de Alegre
- Ara Mina - Amanda Rodriguez / Harriet de Alegre
- Raymond Bagatsing - Virgilio de Alegre
- RK Bagatsing - David Garcia
- Phoebe Walker - Tanya de Alegre
- Victor Silayan - Franco Mamaril
- Paulo Angeles - Frederico "Red" de Alegre, Jr.
- Ysabel Ortega - Veronica "Nica" Marcelo
- Arlene Muhlach - Felicidad "Fe" Marcelo
- Eric Nicolas - Francisco "Kiko" Marcelo
- Angelina Kanapi - Conchita
- Joshua Colet - Isaac Rodriguez
- Jai Agpangan - Ice
- Alexa Miro - Jessica
- Ivana Alawi - Rina
- Vernon Hanwell - Lui
- Debbie Garcia - Armie
- Karen Toyoshima - Madge
- Jose Sarasola - Emil
- Nikka Valencia - April
- Ping Medina - Gardo
- Jane Oineza - Amber Distrito
- Margo Midwinter - Mia Tolentino
- Josef Elizalde - Sid Romero
- Mark Rivera - SPO2 Demaisip
- Ian Batherson - Leo
- Ben Isaac - Paul
- Kirst Viray - Kurt
- Allan Paule - Lucas Rodriguez
- Jay Gonzaga - Kidlat
- Candy Pangilinan - Emmy Reyes-Verano / Lupe Reyes
- Dennis Padilla - Alonzo Verano / Vicente Reyes
- Ana Roces – Harriet de Alegre
- Johnny Revilla – Frederico de Alegre, Sr.
- Simon Ibarra – Armando Olvidar
- Angelica Rama – Anna Vida de Alegre (niña)
- Adrian Cabido – Adrian Olvidar (joven)
- Myrtle Sarrosa – Celestina de Alegre (joven)
- Ethan Salvador – Virgilio de Alegre (joven)
- Kristine Hammond – Harriet de Alegre (joven)
- Carlo Lacana – Lucas Rodriguez (joven)